# Dipeptidil peptidaza 4
Dipeptidil peptidaza 4 (DPP4) ili CD26 je protein koji kod čovjeka kodiran genom DPP4.
Protein kodiran genom DPP4 je antigeni enzim izražena na većini vrsta stanica i povezuje se s imunoregulacijom, transdukcijom signala i apoptozom. To je intrinzični membranski glikoprotein i serin egzopeptidaza koja cijepa x-prolin dipeptide s N-terminalnih dijelova polipeptida. Enzim dipeptidil peptidaza 4 ima dosada poznata najmanje 62 substrata, među koje se ubrajaju faktori rasta, kemokini, neuropeptidi i vazoaktivni peptidi.
DPP4 ima važu ulogu u metabolizmu glukoze, inaktivirajući inkretine, što je rezultiralo stvaranjem nove skupine antidijabetika - inhibitori dipeptidil peptidaze 4.
Prema nekim istraživanjima DPP4 djeluje kao supresor u razvoju tumora. DPP4/CD26 ima važnu ulogu u biologiji tumor, i može poslužiti kao tumorski marker različitih vrsta tumora, zato što je kod nekih vrsta tumora vrijednost povišena, a kod nekih snižena. 